# Repressive Toleranz
Repressive Toleranz ist der Titel eines Essays des deutschen Soziologen und Philosophen Herbert Marcuse. Diese Abhandlung ist Teil der 1965 erschienenen Kritik der reinen Toleranz.

## Inhalt
In diesem Essay zur repressiven Toleranz, den Studenten der Brandeis University zugeeignet, formuliert Marcuse Gedanken, die großen Einfluss auf die Studentenbewegung in den USA und in Europa hatten. Darin bezeichnet er seine Idee der Toleranz als parteiliches Ziel, als subversiven, befreienden Begriff und ebensolche Praxis. Praktisch fordert er Intoleranz gegenüber Bewegungen von der politischen Rechten und Duldung von Bewegungen von der politischen Linken. Er legitimiert dieses Programm mit seinem Konstrukt: Das Telos der Toleranz sei Wahrheit. Die Umsetzung der zu Beginn der Neuzeit entwickelten Idee der unparteiischen Toleranz schütze dagegen die bereits etablierte Maschinerie der Diskriminierung. 

“Liberating tolerance, then, would mean intolerance against movements from the Right and toleration of movements from the Left.”

„Befreiende Toleranz würde mithin Intoleranz gegenüber Bewegungen von rechts bedeuten und Duldung von Bewegungen von links.“

Gegenwärtig gebe es keine Macht, Autorität oder Regierung, die seine Vorstellungen einer befreienden Toleranz umsetze. Im Gegenteil stärke die seinerzeit noch praktizierte Art von Toleranz beispielsweise die Macht der zerstörerischen Gewalt im Vietnamkrieg.
Marcuse formuliert dagegen eine utopische Gesellschaftsvorstellung, in der das Individuum frei in Harmonie mit anderen lebt und öffentliche und private Wohlfahrt für alle gewährleistet ist. Es gelte eine Gesellschaft herbeizuführen, worin der Mensch nicht durch Institutionen versklavt sei. Die gegenwärtig herrschende Toleranz, auch in demokratischen Staaten, akzeptiere eine aggressive Politik, Aufrüstung, Chauvinismus und Diskriminierung aus rassischen und religiösen Gründen.
Nach Marcuse existiere eine objektive Wahrheit, die durch die Diskussion des Volkes in Gestalt von Individuen und Mitgliedern politischer und anderer Organisationen die Politik einer zukünftigen demokratischen Gesellschaft bestimmen solle. Seine antidemokratische Idee bedeute eine Abkehr von rückschrittlichen Bewegungen. 

“Withdrawal of tolerance from regressive movements before they can become active; intolerance even toward thought, opinion, and word, and finally, intolerance in the opposite direction, that is, toward the self-styled conservatives, to the political Right--these anti-democratic notions respond to the actual development of the democratic society which has destroyed the basis for universal tolerance.”

„Daß rückschrittlichen Bewegungen die Toleranz entzogen wird, ehe sie aktiv werden können, daß Intoleranz auch gegenüber dem Denken, der Meinung und dem Wort geübt wird (Intoleranz vor allem gegenüber den Konservativen und der politischen Rechten) – diese antidemokratischen Vorstellungen entsprechen der tatsächlichen Entwicklung der demokratischen Gesellschaft, welche die Basis für allseitige Toleranz zerstört hat.“

Beispielsweise griff der Sozialistische Deutsche Studentenbund Marcuses Gedanken auf und begründete damit sein Streben nach einer besseren neuen Gesellschaftsordnung.

## Ausgaben
- Repressive Tolerance. In: Robert Paul Wolff, Barrington Moore und Herbert Marcuse: Critique of Pure Tolerance. Beacon Press, Boston 1965.
- dt. Ausgabe: Repressive Toleranz. In: Kritik der reinen Toleranz. Übersetzt von Alfred Schmidt. Suhrkamp, Frankfurt am Main 1966.